# Musir Kidul
Musir Kidul is een bestuurslaag in het regentschap Nganjuk van de provincie Oost-Java, Indonesië. Musir Kidul telt 2112 inwoners (volkstelling 2010).